# Aigües
Aigües és un municipi del País Valencià situat a l'extrem occidental de la comarca de l'Alacantí, dins de la subcomarca històrica de la Foia de Xixona. També s'ha anomenat Aigües Altes per distingir-lo de la caseria d'Aigües Baixes, avui al municipi del Campello, o bé Aigües de Busot.
| Alacant | Relleu      | Orxeta      |
| Busot   |             | El Campello |
| Busot   | El Campello | El Campello |

El barranc d’Aigües fou part de l’antiga fita històrica que va definir inicialment el límit meridional de l’antic Regne de València, d’acord amb el Tractat d’Almizra (1244); al text del tractat es troben les formes del topònim Aquas i Auguas. El nom de la població apareix també al Llibre dels fets (Crònica de Jaume I):
| «                            | […] la mola que és prop d’Agües [...] | » |
| — Llibre dels Feyts. Jaume I |                                       |   |

El topònim Aigües està lligat a la presència de banys d’aigües termals, d’època anterior als romans; així ho indiquen les troballes arqueològiques que es van descobrir en 1816 no molt lluny del balneari: escalinates, columnes de marbre i monedes del temps de Juli Cèsar.

## Topònim
Segons Coromines, «al poble li ve el nom del riu d’Aigües, que és el que la frontera seguia i que demarca encara el subdialecte alacantí del valencià transsucrònic (Xàtiva-Alcoi-Dénia)».

## Geografia
La localitat es troba al vessant oriental del Cabeçó d'Or, d'on sorgeixen els aqüífers que van donar el nom al municipi. Es troba 22 km al nord d'Alacant i prop de la costa del Campello. El terme municipal limita al nord amb Relleu i Orxeta, a l'est i sud amb el Campello i a l'oest amb Busot. El clima és de tipus mediterrani, amb 16,6 °C de temperatura mitjana anual i 449 mil·límetres de precipitacions, que minven notablement a l'estiu.

## Orografia[2]
| - Alt del Molló - Alt dels Pintats - Clot dels Campellers - Cova de la Montanyesa - Cova del Tio Serrella - El Castellet - El Garroferet - El Picatxo - Foia de les Coves - Morret dels Corbs | - Morret dels Moros - Morro de Baranyes - Morro de Saleteres - Morro del Bany - Morro dels Frasquitos - Morro dels Quintins - Ombria de Darrere de la Serra - Ombria de la Bacorera - Ombria de la Foia de Baix - Ombria del Picatxo | - Ombria dels Pinets - Penya del Corb - Penya Roja - Pla de Coca - Pla de la Vall-llonga - Pla de Peres - Pla dels Alberoles - Pla dels Pinars - Pla d’Enmig - Serra del Cabeçó d'Or |

## Hidrografia natural[2]
| - Barranc d’Aigües - Barranc de l’Amerador - Barranc de la Vitora - Barranc del Madronyal - Barranc del Paisà - Barranc dels Pintats - Barranc Fort | - Barranquet del Bany - Barranquet del Cantal - Barranquet Fondo - Font del Cantal - Font de Baix de Baranyes - Fonteta dels Catxondos - La Goteta |

## Hidrografia artificial[2]
| - Bassa de la Cava - Bassa del Cantal | - Parat de la Cantarella - Pou del Cantal |

## Antics nuclis de poblament[2]
| - Aigües - Casa del Racó Ample - Caseta de la Solada - Caseta dels Oliverons | - Finca de Baranyes - Finca de la Cava - La Torreta - Mas de la Palmera |

## Partides, paratges i gran divisió del terme[2]
| - Baranyes - El Cantal - El Ginebral - El Madronyal - El Maset - Els Alcavors - Els Plans - Els Racons | - L’Espino - L’Estacador - La Costera del Ginebral - La Flareta - La Foia Ampla - La Foia del Marqués - La Foia dels Morenos - La Foieta Amagada | - La Palmera - La Solana - La Venteta - Les Eres - Les Foies - Racó Ample - Saleretes |

#### Gran divisió del terme
- L’Espino

## Història
Incorporada al regne de Múrcia amb la conquesta, en 1296 passà a formar part del Regne de València. A causa que durant anys fou zona de fronterera, al seu terme es va erigir un important castell, del qual a hores d'ara sols resta una torre. La frontera entre Aragó i Castella, d'acord amb el tractat d'Almizra, passava pel barranc d'Aigües o barranc del Paisà, que descendeix des del vessant oriental del Cabeçó d'Or fins a desembocar en la part nord del terme municipal del Campello.
Des de 1252 fins a 1841 Aigües estigué adscrit al municipi d'Alacant. Durant la guerra de Successió, Felip V li atorgà el títol de vila per donar suport al bàndol borbònic. Al segle xix, el seu balneari d'aigües termals, construït per la comtessa de Torrellano sobre uns antics banys que adquirí en 1816, havia assolit ja cert prestigi. En 1936, el balneari es va convertir en Patronat Infantil Antituberculós i, després de la guerra, fou comprat per l'Estat i es convertí de nou en balneari. La seua presència va fer proliferar la construcció de viles aristocràtiques i senyorials al voltant del municipi.

## Bandera
La bandera d'Aigües és un símbol vexil·lològic que té 3 parts de llargària per 2 d'amplària. Tercejada al pal. Vairat amb fons gris perla i negre. Emmarcada d'una franja gris perla. La bandera va ser aprovada pel Plenari Municipal d'Aigües el 30 de juliol de 2010. Va ser aprovada per la Generalitat valenciana en resolució de 15 de febrer de 2011, del conseller d'Administració Pública. Publicat en el DOGV núm. 6.464, del 21 de febrer de 2011.

## Demografia
Amb 1.300 habitants en l'any 1900, a les primeries dels anys 60 del mateix segle, Sanchis Guarner parla de 572 aigüesers. En 1986 es va reduir fins a 329 (emigrats fonamentalment a Alacant). Des de principis de la dècada dels 90, s'ha invertit la tendència demogràfica i la població ha anat augmentant a un ritme relativament alt, passant a 546 en 1995 i a 1.047 en 2008. Això pot ser explicat per la construcció de nous xalets i urbanitzacions, gràcies a un preu del sòl més barat que en l'àrea metropolitana d'Alacant o en la costa, atraient a certa població d'Alacant i a jubilats de diferents nacionalitats europees. Segons el cens de 2008, el 32% de la població era de nacionalitat estrangera (residents europeus en la seua majoria). 	 	 	 	 		 	 	 	 	 
A data de 2022, Aigües tenia 1.085 habitants (INE).
| any  | habitants |
| ---- | --------- |
| 1877 | 1.128     |
| 1887 | 1.086     |
| 1897 | 1.280     |
| 1900 | 1.334     |
| 1910 | 1.408     |
| 1920 | 1.209     |
| 1930 | 1.038     |
| 1940 | 1.051     |
| 1950 | 1.042     |
| 1960 | 720       |
| 1970 | 489       |
| 1981 | 377       |
| 1991 | 372       |
| 2000 | 581       |
| 2010 | 1.084     |
| 2020 | 986       |

## Teixit associatiu[6]
| - Associació de veïns Cosmopolita - Associació sociocultural Amics d'Aigües - Unió Musical d'Aigües - Associació cultural i social de dones - Associació de caçadors | - Associació Art Aigües - Associació festera Moros i Cristians - Coral Amics d'Aigües - Associació d'actors i especialistes d'Alacant Antonio Ruiz |

## Economia
Aigües ha sigut des de molt antic un municipi abocat al turisme de salut, ja que tota l'economia girava entorn al Preventori d'Aigües de Busot, que fins 1930 fou un hotel-balneari. Hui en dia està tancat i el principal sector econòmic és el de servicis, destacant les empreses dedicades a la gastronomia, l'oci, en definitiva el turisme d'interior.

## Política i Govern

### Corporació municipal
El Ple de l'Ajuntament està format per 7 regidors. En les eleccions municipals de 26 de maig de 2019 foren elegits 6 regidors del Partit Socialista del País Valencià (PSPV-PSOE) i 1 del Partit Popular (PP).
| Eleccions municipals de 26 de maig de 2019 - Aigües                                                                            |                                          |                                     |                                     |      |          |          |
| Candidatura | Candidatura                              | Candidatura                         | Cap de llista                       | Vots | Vots     | Regidors |
| | Partit Socialista del País Valencià-PSOE |                                     | Jordi Mourisco Cabot                | 325  | 67,57%   | 6 (+2)   |
| | Partit Popular                           |                                     | Maria Luz Iborra Soria              | 80   | 16,63%   | 1 (-1)   |
| | Altres candidatures                      |                                     |                                     | 73   | 15,18%   | 0 ( -1)  |
| | Vots en blanc                            |                                     |                                     | 3    | 0.62%    |          |
| Total vots vàlids i regidors                                                                                                   | Total vots vàlids i regidors             | Total vots vàlids i regidors        | Total vots vàlids i regidors        | 482  | 100 %    | 7        |
| | Vots nuls                                | Vots nuls                           | Vots nuls                           | 7    | 1,45%    |          |
| Participació (vots vàlids més nuls)                                                                                            | Participació (vots vàlids més nuls)      | Participació (vots vàlids més nuls) | Participació (vots vàlids més nuls) | 489  | 73,09%** |          |
| Abstenció | Abstenció                                | Abstenció                           | Abstenció                           | 180* | 26,91%** |          |
| Total cens electoral | Total cens electoral                     | Total cens electoral                | Total cens electoral                | 669* | 100 %**  |          |
| Alcalde: Jordi Mourisco Cabot (PSPV) (15/06/2019) Per majoria absoluta dels vots dels regidors                                 |                                          |                                     |                                     |      |          |          |
| Fonts: JEC, JEZ Alacant, M. Interior, Periòdic Ara. (* No són vots sinó electors. ** Percentatge respecte del cens electoral.) |                                          |                                     |                                     |      |          |          |

### Alcaldia

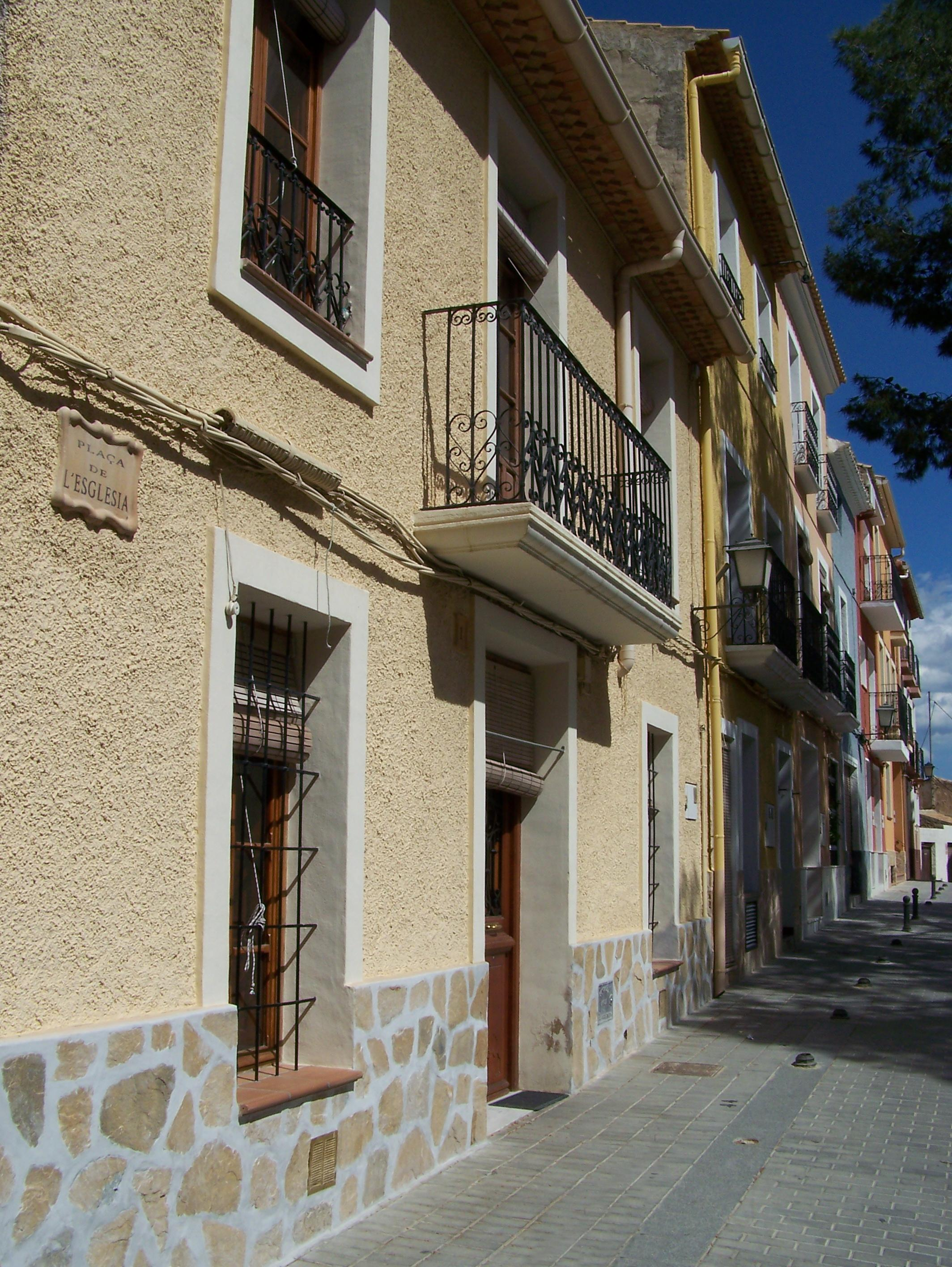
Carrer Major d'Aigües des de la plaça de l'Església

Des de 2019 l'alcalde d'Aigües és Jordi Mourisco Cabot del Partit Socialista del País Valencià (PSPV-PSOE).
| Període                       | Alcalde o alcaldessa          | Partit polític | Data de possessió | Observacions |
| ----------------------------- | ----------------------------- | -------------- | ----------------- | ------------ |
| 1979–1983                     | José Antonio Mourisco Iborra  | UPAB           | 19/04/1979        | --           |
| 1983–1987                     | José Antonio Mourisco Iborra  | PSPV-PSOE      | 28/05/1983        | --           |
| 1987–1991                     | José Vicente Giner Ivorra     | PSPV-PSOE      | 30/06/1987        | --           |
| 1991–1995                     | José Vicente Giner Ivorra     | PSPV-PSOE      | 15/06/1991        | --           |
| 1995–1999                     | Vicente Iborra Parra          | PSPV-PSOE      | 17/06/1995        | --           |
| 1999–2003                     | Juan Francisco Ribes Bertolín | PP             | 03/07/1999        | --           |
| 2003–2007                     | María Pilar Sol Cortés        | PP             | 14/06/2003        | --           |
| 2007–2011                     | María Pilar Sol Cortés        | PP             | 16/06/2007        | --           |
| 2011–2015                     | María Luz Iborra Soria        | PP             | 11/06/2011        | --           |
| 2015–2019                     | Mario Calvo Giner             | PSPV-PSOE      | 13/06/2015        | --           |
| 2019-2023                     | Jordi Mourisco Cabot          | PSPV-PSOE      | 15/06/2019        | --           |
| Des de 2023                   | n/d                           | n/d            | 17/06/2023        | --           |
| Fonts: Generalitat Valenciana |                               |                |                   |              |

## Llocs d'interés
- Castell d'Aigües, fortificació del segle xiv de la que es conserva la torre de l'homenatge i algunes restes del llenç i basaments.
- Balneari de Busot, complex arquitectònic construït al segle xix, originalment conegut com a Preventori d'Aigües de Busot.
- Església de Sant Francesc d'Assís, construïda en estil barroc al segle xviii.

## Entorn natural
A 341 metres d'altura és un mirador de la Mediterrània. Boscos de pins alts i frondosos. Passejar pels seus camps és tot un plaer per als sentits. Des de la pinada, en els dies clars, podem vore l'illa de Tabarca en la línia de l'horitzó i, quan comença la tardor, magnífiques tempestes sobre la mar. És un bosc mediterrani amb senders i bancs de fusta per a descansar baix la seua ombra.